# Хавзи паша Скопски
Хъвзъ (Хавзи, Авзи, Хамзи, Амзи) паша (на турски: Hıfzı Paşa) е османски военен и администратор, дългогодишен валия на големия Скопски санджак.

## Биография
Син е на потомствения тетовски управител Реджеп паша Тетовски. Получава титлата паша за действията си в Гръцката война. След смъртта на брат си Вели бег, го замества като управител в Кичево. След това Авзи паша получава ферман за управление на Скопие, но му се налага да превземе града с обсада от местните бегове.
В Скопския пашалък влизат Скопие, Куманово, Крива Паланка, Кратово, Кочани, Малешево, Радовиш и Щип. В Скопие Амзи паша е изключително разумен управник. Грижи се за развитието на занаятите и търговията в града и защитава християнското население, обуздавайки разбойничеството на местните албанци. В това му помага неговият ага Цилета Челопечанин, торбеш от положкото село Челопек.
Към централната власт в Цариград Авзи паша поддържа двойствена политика – демонстрира преданост, но не предава контрола върху областта си. В решителни моменти изменя на дадените обещания – при албанското въстание от 1831 година обещава да се присъедини към въстаналите паши, начело на Мустафа паша Шкодренски, но не застава открито на тяхна страна. Виждайки неуспеха на въстанието, минава на страната на правителствените войски ни битолския везир и съдейства много за поражението на въстаниците. За това е награден с високата титла „учтуллия“. Брат му Абдурахман паша Тетовски сдържа своята дума, дадена на Мустафа паша и го опазва от нападенията на войските на брат си.
Авзи паша е в отлични отношения с българските първенци на града и назначава хаджи Трайко Дойчинович за свой хазнатар. Подкрепя борбата на българската община с гръцките скопски владици.
През 1843 г. Авзи паша е изпратен на заточение в Цариград, заедно със съветника си хаджи Трайко. По-късно пашата е убит. Убийството му заедно с това на братята му Абдурахман паша от Тетово и Хюсеин паша от Кюстендил води до голямото албанско въстание на Дервиш Цара.